# Izumi Yokokawa
Izumi Yokokawa (jap. 横川 泉, Yokokawa Izumi; * 25. Februar 1963 in der Präfektur Yamanashi) ist ein ehemaliger japanischer Fußballspieler.

## Karriere
Yokokawa erlernte das Fußballspielen in der Schulmannschaft der Nirasaki High School und der Universitätsmannschaft der Meiji-Universität. Seinen ersten Vertrag unterschrieb er 1985 bei Fujita Industries. Der Verein spielte in der höchsten Liga des Landes, der Japan Soccer League. 1985 und 1988 erreichte er das Finale des Kaiserpokals. Am Ende der Saison 1989/90 stieg der Verein in die Division 2 ab. Für den Verein absolvierte er 112 Spiele. 1992 wechselte er zu den Yokohama Marinos. Der Verein spielte in der höchsten Liga des Landes, der J1 League. Ende 1994 beendete er seine Karriere als Fußballspieler.

## Erfolge
Fujita Industries
- Kaiserpokal

Finalist: 1985, 1988
Yokohama Marinos
- Kaiserpokal

Sieger: 1992